# Цехановське воєводство
Цехановське воєводство (пол. województwo ciechanowskie) — адміністративно-територіальна одиниця Польщі найвищого рівня, яка існувала у 1975—1998 роках.
Було однією з 49 основних одиниць адміністративного поділу Польщі, які були скасовані в результаті адміністративної реформи Польщі 1998 року.
Займало площу 6362 км². Адміністративним центром воєводства було місто Цеханув. Після адміністративної реформи воєводство припинило своє існування і його територія повністю відійшла до Мазовецького воєводства.

## Територія
До складу воєводства входили такі сучасні повіти:
- Цехановський – повністю
- Дзялдовський – повністю
- Маковський – тільки гміна Карнево
- Млавський – повністю
- Новодворський – тільки гміна Насельськ
- Плонський – окрім гміни Червінськ-над-Віслою
- Пшасниський – тільки гміни Красне i Черніце-Борове
- Пултуський – окрім гмін Обрите та Затори
- Журомінський – повністю

Внаслідок адміністративної реформи 1999 року воєводство поділено між двома новоствореними:
- Вармінсько-Мазурське – гміни Дзялдовського повіту
- Мазовецьке – окрім гмін Дзялдовського повіту.

## Районні адміністрації
Згідно Закону від 22 березня 1990 року Про місцеві органи загальнодержавного управління, у воєводстві було створено п'ять адміністративних районів, що об'єднували кілька гмін або муніципалітетів.
| Адміністрація в Цехануві  |                           |  |                     |
| 1                         | гміна Цеханув             |  | Цеханув             |
| 2                         | місто Цеханув             |  | Цеханув             |
| 3                         | гміна Черніце-Борове      |  | Черніце-Борове      |
| 4                         | гміна Ґліноєцьк           |  | Гліноєцьк           |
| 5                         | гміна Ґолимін-Осьродек    |  | Ґолимін-Осьродек    |
| 6                         | гміна Ґрудуськ            |  | Ґрудуськ            |
| 7                         | гміна Красне              |  | Красне              |
| 8                         | гміна Ойжень              |  | Ойжень              |
| 9                         | гміна Опіноґура-Ґурна     |  | Опіноґура-Ґурна     |
| 10                        | гміна Реґімін             |  | Реґімін             |
| 11                        | гміна Сонськ              |  | Сонськ              |
| Адміністрація у Дзялдово  |                           |  |                     |
| 1                         | гміна Дзялдово            |  | Дзялдово            |
| 2                         | місто Дзялдово            |  | Дзялдово            |
| 3                         | гміна Ілово-Осада         |  | Ілово-Осада         |
| 4                         | гміна Лідзбарк            |  | Лідзбарк            |
| 5                         | гміна Любовідз            |  | Любовідз            |
| 6                         | гміна Плосьниця           |  | Плосьниця           |
| 7                         | гміна Рибно               |  | Рибно               |
| Адміністрація у Млаві     |                           |  |                     |
| 1                         | гміна Бежунь              |  | Бежунь              |
| 2                         | гміна Дзежґово            |  | Дзежґово            |
| 3                         | гміна Кучборк-Осада       |  | Кучборк-Осада       |
| 4                         | гміна Ліповець-Косьцельни |  | Ліповець-Косьцельни |
| 5                         | гміна Лютоцин             |  | Лютоцин             |
| 6                         | місто Млава               |  | Млава               |
| 7                         | Гміна Радзанув            |  | Радзанув            |
| 8                         | гміна Стшеґово            |  | Стшеґово            |
| 9                         | гміна Ступськ             |  | Ступськ             |
| 10                        | гміна Шренськ             |  | Шренськ             |
| 11                        | гміна Шидлово             |  | Шидлово             |
| 12                        | гміна Вечфня-Косьцельна   |  | Вечфня-Косьцельна   |
| 13                        | гміна Вішнево             |  | Вісьнево            |
| 14                        | гміна Журомін             |  | Журомін             |
| Адміністрація у Плонську  |                           |  |                     |
| 1                         | гміна Бабошево            |  | Бабошево            |
| 2                         | гміна Дзежонжня           |  | Дзежонжня           |
| 3                         | гміна Йонець              |  | Йонець              |
| 4                         | гміна Нарушево            |  | Нарушево            |
| 5                         | гміна Нове Място          |  | Нове Място          |
| 6                         | гміна Плонськ             |  | Плонськ             |
| 7                         | місто Плонськ             |  | Плонськ             |
| 8                         | гміна Рацьонж             |  | Рацьонж             |
| 9                         | місто Рацьонж             |  | Рацьонж             |
| 10                        | гміна Семьонтково         |  | Семйонтково         |
| 11                        | гміна Сохоцин             |  | Сохоцин             |
| 12                        | гміна Залуський           |  | Залуський           |
| Адміністрація в Пултуську |                           |  |                     |
| 1                         | гміна Ґзи                 |  | Ґзи                 |
| 2                         | гміна Карнево             |  | Карнево             |
| 3                         | місто Насельськ           |  | Насельськ           |
| 4                         | гміна Покшивниця          |  | Покшивниця          |
| 5                         | місто Пултуськ            |  | Пултуськ            |
| 6                         | гміна Сьверче             |  | Сьверче             |
| 7                         | гміна Вінниця             |  | Вінниця             |

## Населення
| Рік         | 1975    | 1980    | 1985    | 1990    | 1995    | 1998    |
| Чисельність | 398 700 | 405 400 | 418 100 | 428 400 | 436 400 | 437 400 |

## Міста
Чисельність населення на 31.12.1998
- Цеханув – 47 468
- Млава – 30 520
- Плонськ – 23 039
- Дзялдово – 21 088
- Пултуськ – 19 129
- Журомін – 8997
- Лідзбарк – 8351
- Насельськ – 7222
- Рацьонж – 4585
- Гліноєцьк – 3060
- Бежунь – 1903.